# Hunger Games : L'Embrasement (film)
Pour les articles homonymes, voir Hunger Games.
Série Hunger Games
Hunger Games
(2012) La Révolte, partie 1
(2014)
Pour plus de détails, voir Fiche technique et Distribution.
Hunger Games : L'Embrasement (The Hunger Games: Catching Fire) est un film américain de science-fiction dystopique réalisé par Francis Lawrence, sorti en 2013.
Il s'agit de la suite de Hunger Games. Jennifer Lawrence, Josh Hutcherson, Liam Hemsworth, Woody Harrelson, Lenny Kravitz ou encore Donald Sutherland reprennent les rôles principaux qu'ils tenaient déjà lors du premier volet de la saga, avec de nouveaux acteurs, notamment Philip Seymour Hoffman, dont c'est le dernier film sorti de son vivant. Il s'agit de l'adaptation cinématographique du second roman de la trilogie homonyme de Suzanne Collins.

## Synopsis
Gagnants des 74e Hunger Games, Katniss Everdeen et Peeta Mellark habitent maintenant dans le village des vainqueurs du district 12, en compagnie de leur mentor Haymitch Abernathy. Malgré les jeux, Katniss s'est rapprochée de son ami Gale. Elle et Peeta doivent toutefois effectuer une tournée à travers tous les districts de Panem, et le président Snow menace de s'en prendre à ses proches si elle ne fait pas le nécessaire pour tenter d'éteindre la rébellion dont elle est en train de devenir le symbole. Elle doit pour cela démontrer qu'elle file le parfait amour avec Peeta. Lors de la tournée et malgré leurs efforts — dont celui de se marier — les deux adolescents voient la rébellion contre le Capitole prendre de l'ampleur, tandis que Snow, en compagnie du haut-juge Plutarch Heavensbee, cherche le meilleur moyen d'éliminer l'adolescente en évitant toutefois d'en faire une martyre.
Les conditions de vie au sein des districts se durcissent alors considérablement. Mais Katniss tient tête aux autorités et veut désormais être avec Gale, qui voit un espoir dans ce début de rébellion. Afin d'en finir, Snow annonce que les prochains Hunger Games de l'Expiation – ayant lieu tous les 25 ans – mettront aux prises vingt-quatre anciens vainqueurs encore en vie. Visiblement truquée, cette règle désigne d'office Katniss comme tribut féminin du district 12. Sachant qu'elle est désormais condamnée, la jeune femme souhaite cependant que Peeta s'en sorte. Toutefois, le garçon se porte volontaire au moment où Haymitch est tiré au sort.
Avec l'aide de Effie Trinket, Cinna et Haymitch, les deux tributs décident cette fois de s'allier avec d'autres afin d'optimiser leur chance de survie. Mais l'esprit de révolte est également présent parmi les anciens vainqueurs lors des traditionnelles interviews. Grâce à Cinna, Katniss défie Snow en transformant sa robe de mariée en Geai moqueur et Peeta fait hurler le public du Capitole en prétendant que Katniss est enceinte. Le jour des jeux arrive et Haymitch encourage Katniss par quelques mots. Mais quelques secondes avant d'entrer dans l'arène, Cinna est battu à mort sous les yeux de Katniss.
Plus déterminée que jamais, elle parvient la première à la corne d'abondance et découvre que le redoutable Finnick Odair du district 4 s'est allié avec elle. Avec Mags du même district, ils retrouvent Peeta et le quatuor s'enfonce dans la forêt. Ils constatent bientôt que l'arène est en forme d'horloge et doivent faire face à une série de catastrophes planifiées. Mags n'y survit pas mais trois autres tributs les rejoignent : Beetee, Wiress et Johanna Mason. Katniss et Peeta ne comprennent cependant pas pourquoi les autres font tout pour les protéger. Découvrant le fonctionnement de l'arène et les différentes catastrophes qui se produisent heure par heure, le groupe élabore un stratagème pour se débarrasser de leurs derniers rivaux. Wiress finit par être tuée mais deux tributs de carrières sont éliminés.
Katniss et Peeta sont méfiants par rapport à leurs alliances avec les autres et ont peu d'espoir – ils finissent donc par s'embrasser mais les sentiments semblent cette fois réciproques. La nuit, le groupe met son plan à exécution : Beetee, protégé par Finnick et Peeta, attache un fil électrique à un arbre où doit tomber la foudre ; Katniss et Johanna partent le dérouler jusqu'au lac au centre de l'arène afin de l'électriser. Contre toute attente, Johanna assomme Katniss et lui retire le mouchard qu'elle porte à l'intérieur de son bras. Reprenant connaissance, elle revient vers l'arbre mais ne trouve que Beetee inconscient, avant que Finnick ne réapparaisse et ne lui répète les mots prononcés par Haymitch. Katniss comprend alors, attache le fil métallique à une flèche et la tire vers le dôme qui entoure l'arène. Ce dernier explose et Katniss est projetée au sol. Alors qu'elle est à demi consciente, un aéroglisseur apparaît et l'emporte.
Elle se réveille dans l'appareil encore en vol aux côtés de Beetee toujours inconscient, pensant avoir été capturée par le Capitole. Elle découvre en réalité le haut-juge Heavensbee discutant avec Finnick et Haymitch qui lui font comprendre qu'elle a en réalité été exfiltrée par les rebelles et qu'une partie des Tributs devaient la protéger dans l'arène. L'aéronef fait route vers le district 13 censé avoir disparu depuis longtemps. Mais Johanna et surtout Peeta sont entre les mains du Capitole, ce qui met Katniss dans une rage folle. Placée sous sédatif, elle se réveille plus tard au district 13 aux côtés de Gale. Ce dernier lui apprend qu'il a réussi à sauver sa mère et sa sœur Prim, mais que le district 12 n'existe plus. Le visage de la jeune femme passe alors de la tristesse à la détermination.

## Fiche technique
Sauf indication contraire, les informations mentionnées dans cette section peuvent être confirmées par la base de données cinématographiques IMDb,  présente dans la section « Liens externes ».
- Titre original : The Hunger Games: Catching Fire
- Titre français et québécois : Hunger Games : L'Embrasement
- Réalisation : Francis Lawrence
- Scénario : Michael Arndt et Simon Beaufoy, d'après Hunger Games : L'Embrasement de Suzanne Collins
- Musique : James Newton Howard
- Direction artistique : Adam Davis, Robert Fechtman, Arron Ingold et John Collins
- Décors : Philip Messina
- Costumes : Trish Summerville
- Photographie : Jo Willems
- Son : Skip Lievsay, Jeremy Peirson, Bryon Williams
- Montage : Alan Edward Bell
- Production : Nina Jacobson et Jon Kilik
  - Production déléguée : Suzanne Collins, Joseph Drake, Louise Rosner et Allison Shearmur
  - Direction de production : Michael Paseornek et Patrick Wachsberger
  - Coproduction : Aldric La'auli Porter et Bryan Unkeless
- Sociétés de production[1] : Lionsgate et Color Force
- Sociétés de distribution : 
  - États-Unis : Lionsgate
  - France : Metropolitan Filmexport
  - Canada : Entertainment One
  - Belgique : Belga Films
  - Suisse : Impuls Pictures
- Budget : 130 millions de $[2]
- Pays de production :  États-Unis
- Langue originale : anglais
- Format[3] : couleur (DeLuxe) - 2,35:1 (Cinémascope) - 35 mm / 70 mm / D-Cinema - son Dolby Digital / Datasat / Dolby Atmos / Dolby Surround 7.1 / SDDS / IMAX 6-Track
- Genre : science-fiction, action, drame, mystère, dystopie
- Durée : 146 minutes
- Dates de sortie[4] :
  - Royaume-Uni : 11 novembre 2013 (première mondiale à Londres)[5]
  - États-Unis, Québec[6] : 22 novembre 2013
  - France, Belgique, Suisse romande[7] : 27 novembre 2013
- Classification[8] :
  - États-Unis : accord parental recommandé, film déconseillé aux moins de 13 ans (PG-13 - Parents Strongly Cautioned)[Note 1]
  - France : tous publics avec avertissement[9],[Note 2],[Note 3]
  - Québec : tous publics (G - General Rating)
  - Suisse romande : interdit aux moins de 12 ans[10]

## Distribution
Sauf indication contraire, les informations mentionnées dans cette section peuvent être confirmées par la base de données cinématographiques IMDb,  présente dans la section « Liens externes ».
- Jennifer Lawrence (VF : Kelly Marot ; VQ : Catherine Brunet) : Katniss Everdeen
- Josh Hutcherson (VF : Julien Bouanich ; VQ : Xavier Dolan) : Peeta Mellark
- Liam Hemsworth (VF : Emmanuel Garijo ; VQ : Gabriel Lessard) : Gale Hawthorne
- Woody Harrelson (VF : Jérôme Pauwels ; VQ : Louis-Philippe Dandenault) : Haymitch Abernathy
- Lenny Kravitz (VF : Raphaël Cohen ; VQ : Gilbert Lachance) : Cinna
- Elizabeth Banks (VF : Marie-Eugénie Maréchal ; VQ : Viviane Pacal) : Effie Trinket
- Donald Sutherland (VF : Bernard Tiphaine ; VQ : Vincent Davy) : Coriolanus Snow
- Stanley Tucci (VF : Bernard Alane ; VQ : Jacques Lavallée) : Caesar Flickerman
- Sam Claflin (VF : Axel Kiener ; VQ : Jean-Philippe Baril Guérard) : Finnick Odair
- Willow Shields (VF : Joséphine Ropion ; VQ : Ludivine Reding) : Primrose Everdeen
- Paula Malcomson : Mme Everdeen
- Jena Malone (VF : Émilie Rault) : Johanna Mason
- Amanda Plummer (VF : Martine Meirhaeghe ; VQ : Johanne Garneau) : Wiress
- Jeffrey Wright (VF : Jean-Louis Faure ; VQ : Manuel Tadros) : Beetee
- Philip Seymour Hoffman (VF : Thierry Hancisse ; VQ : Tristan Harvey) : Plutarch Heavensbee
- Toby Jones (VF : Jean-Pol Brissart ; VQ : François Sasseville) : Claudius Templesmith
- Patrick St. Esprit (VF : Bruno Dubernat) : commandant Romulus Thread
- Nelson Ascencio (en) (VF : Yannick Blivet) : Flavius
- Lynn Cohen : Mags
- Meta Golding : Enobaria
- E. Roger Mitchell : Chaff
- Alan Ritchson (VF : Grégory Quidel) : Gloss
- Bruno Gunn : Brutus
- Stephanie Leigh Schlund (af) : Cashmere
- Elena Sanchez : Cecelia

Source et légende : version française (VF) sur AlloDoublage ; version québécoise (VQ) sur Doublage Québec

## Production

### Tournage
Le tournage de ce deuxième volet de la saga a officiellement débuté le 10 septembre 2012. Il s'est essentiellement déroulé à Atlanta (Géorgie) et sur l'archipel de Hawaï pour les scènes relatives à l'arène des 75es Hunger Games. Quelques scènes supplémentaires ont finalement été tournées aux Studios Universal à Los Angeles. Le tournage s'est achevé fin avril 2013. Le film est ensuite entré dans sa phase de post-production (montage image et son, étalonnage et mixage).

### Musique
Liste des chansons écrites pour le film :
- Coldplay : Atlas
- Of Monsters and Men : Silhouettes
- Sia avec The Weeknd & Diplo : Elastic Heart
- The National : Lean
- Christina Aguilera : We Remain
- The Weeknd : Devil May Cry
- Imagine Dragons : Who We Are
- The Lumineers : Gale Song
- Ellie Goulding : Mirror
- Patti Smith : Capitol Letter
- Santigold : Shooting Arrows at the Sky
- Mikky Ekko : Place for Us
- Phantogram : Lights
- Antony and the Johnsons : Angel on Fire

Un album écrit par James Newton Howard est également paru, ainsi qu’une reprise de Everybody Wants to Rule the World par Lorde.

## Accueil

### Promotion

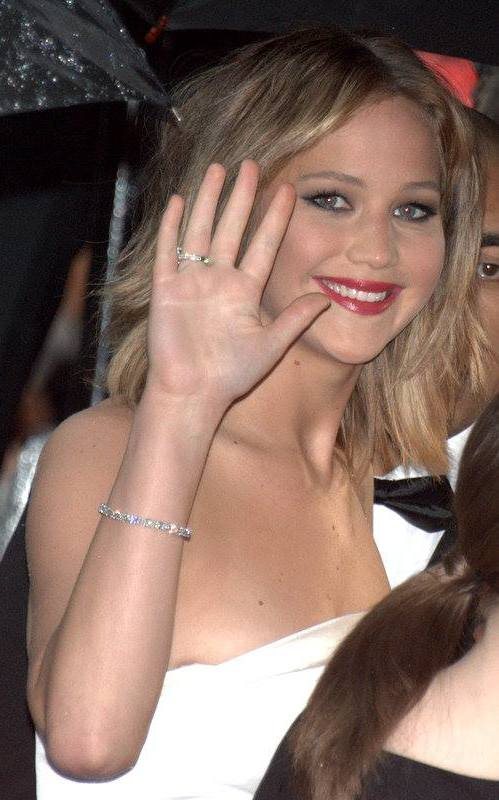
L'actrice principale Jennifer Lawrence, pour la promotion du film au Festival de Cannes 2013.

En avril 2013, une première bande-annonce du film, dont la sortie est prévue le 27 novembre de la même année, est proposée au public. Elle présente certains des éléments contenus dans le deuxième tome de la trilogie de Suzanne Collins, comme la tournée des vainqueurs, la présentation de Katniss et Peeta devant le public du district 11, l'assassinat brutal par les pacificateurs d'un vieillard qui a eu le malheur de faire le geste symbolique des trois doigt levés en fredonnant les quelques notes du chant du geai moqueur et la violente rébellion qui s'ensuit, mais également la punition par le fouet en place publique que subit Gale Hawthorne pour rébellion, provoquant l'intervention de l'héroïne, dès lors dans la mire du commandant Thread qui braque son arme vers elle. « Allez-y », dit-elle.
Une seconde bande-annonce est diffusée au Comic Con le 20 juillet 2013 où l'on peut voir dans les dernières secondes un bref aperçu de l'arène, ainsi que le fameux passage sur scène avec l'embrasement de la robe de mariée qui dévoile une seconde robe noire symbolisant le geai moqueur. On peut aussi voir le village des vainqueurs du district 12, où vivent désormais Katniss et sa famille.

### Sortie
Le film est présenté en avant-première mondiale lors de sa projection hors compétition au 8e Festival international du film de Rome.

### Box-office
Avec un revenu de 409,4 millions de $ sur le territoire américain, le film y est le plus gros succès de l'année 2013.
| Pays ou région | Box-office                       | Date d'arrêt du box-office | Nombre de semaines |
| -------------- | -------------------------------- | -------------------------- | ------------------ |
| États-Unis     | 424 668 047 $,                   | 3 avril 2013               | 19                 |
| France         | 3 140 889 entrées (29 672 593 $) | 18 février 2013            | 12                 |
| Monde          | 865 011 746 $                    | 3 avril 2014               | -                  |

## Distinctions
Sauf indication contraire, les informations mentionnées dans cette section peuvent être confirmées par la base de données cinématographiques IMDb,  présente dans la section « Liens externes ».
Entre 2013 et 2014, Hunger Games : L'Embrasement a été sélectionné dans de nombreuses catégories et a remporté 22 récompenses,.

### Distinctions 2013
| Festivals de cinéma                                                      | Catégorie / Récompense                                            | Nommé(es) / Lauréat(es) | Nommé(es) / Lauréat(es) |
| ------------------------------------------------------------------------ | ----------------------------------------------------------------- | --- | ----------------------- |
| Alliance des femmes journalistes de cinéma                               | Prix coup de pied au cul de la meilleure actrice de film d'action | Jennifer Lawrence | Nomination              |
| Alliance des femmes journalistes de cinéma                               | Icône féminine de l'année                                         | Jennifer Lawrence | Nomination              |
| Festival du film de Hollywood                                            | Prix du cinéma hollywoodien de la Chanson de l'année              | Chris Martin, Guy Berryman, Will Champion et Jon Buckland (pour la chanson Atlas de Coldplay)                              | Lauréat                 |
| Prix de la bande-annonce d'or                                            | Meilleure affiche de film d'action                                | Lionsgate et Ignition Creative                                                                                             | Nomination              |
| Prix de la bande-annonce d'or                                            | Meilleure affiche indépendante                                    | Lionsgate et Ignition Creative (pour la Visite de la victoire en gros plan)                                                | Nomination              |
| Prix des arts clés (Key Art Awards)                                      | Meilleure technique audio / visuelle                              | Lionsgate et Ignition Creative (pour ses animations graphiques, le logo se révèle dans la bande-annonce cinéma)            | Nomination              |
| Prix des arts clés (Key Art Awards)                                      | Meilleur marketing numérique                                      | Lionsgate et Watson Design (pour son microsite/site Web pour The Hunger Games: Catching Fire Capitol Couture Tumbler site) | Nomination              |
| Prix IGN du cinéma d'été (IGN Summer Movie Awards)                       | Meilleur film                                                     | Hunger Games : L'Embrasement                                                                                               | Nomination              |
| Prix IGN du cinéma d'été (IGN Summer Movie Awards)                       | Meilleur film de science-fiction                                  | Hunger Games : L'Embrasement                                                                                               | Nomination              |
| Prix IGN du cinéma d'été (IGN Summer Movie Awards)                       | Meilleure affiche de film                                         | Hunger Games : L'Embrasement                                                                                               | Nomination              |
| Prix Rondo Hatton horreur classique (Rondo Hatton Classic Horror Awards) | Meilleur film                                                     | Francis Lawrence | Nomination              |
| Prix Schmoes d'or (Golden Schmoes Awards)                                | Meilleure actrice de l'année                                      | Jennifer Lawrence | Nomination              |
| Prix Schmoes d'or (Golden Schmoes Awards)                                | Meilleurs S & C de l'année                                        | Jennifer Lawrence | Nomination              |
| Récompenses Matchflick Flicker (Matchflick Flicker Awards)               | Prix Flicker de la Meilleure femme guerrière                      | Jennifer Lawrence | Lauréat                 |
| Société des critiques de films de Detroit                                | Meilleur acteur dans un second rôle                               | Stanley Tucci | Nomination              |
| Société des critiques de films de San Diego                              | Meilleure actrice dans un second rôle                             | Elizabeth Banks | Nomination              |
| Société des critiques de films de San Diego                              | Meilleur montage                                                  | Alan Edward Bell | Nomination              |

### Distinctions 2014
| Festivals de cinéma                                                                                       | Catégorie / Récompense                                                                      | Nommé(es) / Lauréat(es)                                                                      | Nommé(es) / Lauréat(es) |
| --- | ------------------------------------------------------------------------------------------- | -------------------------------------------------------------------------------------------- | ----------------------- |
| Académie des films de science-fiction, fantastique et d'horreur - Prix Saturn                             | Prix Saturn des Meilleurs costumes                                                          | Trish Summerville                                                                            | Lauréat                 |
| Académie des films de science-fiction, fantastique et d'horreur - Prix Saturn                             | Meilleur film de science-fiction                                                            | Hunger Games : L'Embrasement                                                                 | Nomination              |
| Académie des films de science-fiction, fantastique et d'horreur - Prix Saturn                             | Meilleure actrice                                                                           | Jennifer Lawrence                                                                            | Nomination              |
| Académie des films de science-fiction, fantastique et d'horreur - Prix Saturn                             | Meilleure actrice dans un second rôle                                                       | Jena Malone                                                                                  | Nomination              |
| Académie des films de science-fiction, fantastique et d'horreur - Prix Saturn                             | Meilleure réalisation                                                                       | Francis Lawrence                                                                             | Nomination              |
| Académie des films de science-fiction, fantastique et d'horreur - Prix Saturn                             | Meilleurs décors                                                                            | Philip Messina                                                                               | Nomination              |
| Académie des films de science-fiction, fantastique et d'horreur - Prix Saturn                             | Meilleur montage                                                                            | Alan Edward Bell                                                                             | Nomination              |
| Association centrale des critiques de films de l'Ohio                                                     | Actrice de l'année                                                                          | Jennifer Lawrence                                                                            | Nomination              |
| Association des critiques de cinéma                                                                       | Meilleur film d'action                                                                      | Hunger Games : L'Embrasement                                                                 | Nomination              |
| Association des critiques de cinéma                                                                       | Meilleure actrice dans un film d'action                                                     | Jennifer Lawrence                                                                            | Nomination              |
| Association des critiques de cinéma                                                                       | Meilleure chanson originale                                                                 | Coldplay pour la chanson Atlas                                                               | Nomination              |
| Association des critiques de cinéma de Géorgie                                                            | Nommé au Prix Oglethorpe pour l'excellence du cinéma de Géorgie                             | Francis Lawrence, Michael Arndt et Simon Beaufoy                                             | Nomination              |
| Association du cinéma et de la télévision en ligne                                                        | Meilleure conception de costumes                                                            | Trish Summerville                                                                            | Nomination              |
| Association du cinéma et de la télévision en ligne                                                        | Meilleurs maquillages et coiffures                                                          | -                                                                                            | Nomination              |
| Association professionnelle d'Hollywood (Hollywood Post Alliance)                                         | Meilleur son - Long métrage                                                                 | Skip Lievsay, Jeremy Peirson et Warner Bros. Sound                                           | Nomination              |
| Cercle des critiques de cinéma de Londres                                                                 | Meilleure réussite technique de l'année                                                     | Trish Summerville                                                                            | Nomination              |
| Écrivains de science-fiction et de fantaisie d'Amérique                                                   | Nommé au Prix Ray-Bradbury                                                                  | Francis Lawrence, Simon Beaufoy et Michael Arndt                                             | Nomination              |
| Festival international du Film au bord de la mer (Film by the Sea International Film Festival)            | Meilleur long métrage                                                                       | Hunger Games : L'Embrasement                                                                 | Nomination              |
| Globes d'or,                                                                                              | Meilleure chanson originale                                                                 | Chris Martin, Guy Berryman, Jon Buckland et Will Champion (pour la chanson Atlas - Coldplay) | Nomination              |
| Guilde des créateurs de costumes                                                                          | Prix CDG des Meilleurs costumes de film fantastique                                         | Trish Summerville                                                                            | Lauréat                 |
| Guilde des maquilleurs et coiffeurs hollywoodiens (Hollywood Makeup Artist and Hair Stylist Guild Awards) | Meilleur maquillage d’effets spéciaux dans un long métrage                                  | Ve Neill et Nikoletta Skarlatos                                                              | Nomination              |
| MTV Movie Awards                                                                                          | MTV Movie Award du Film de l'année                                                          | Hunger Games : L'Embrasement                                                                 | Lauréat                 |
| MTV Movie Awards                                                                                          | MTV Movie Award de la Meilleure performance masculine                                       | Josh Hutcherson                                                                              | Lauréat                 |
| MTV Movie Awards                                                                                          | MTV Movie Award de la Meilleure performance féminine                                        | Jennifer Lawrence                                                                            | Lauréat                 |
| MTV Movie Awards                                                                                          | Meilleure performance torse nu                                                              | Sam Claflin                                                                                  | Nomination              |
| MTV Movie Awards                                                                                          | Meilleur combat                                                                             | Jennifer Lawrence, Josh Hutcherson et Sam Claflin.                                           | Nomination              |
| MTV Movie Awards                                                                                          | Meilleur méchant                                                                            | Donald Sutherland                                                                            | Nomination              |
| MTV Movie Awards                                                                                          | Meilleure transformation à l'écran                                                          | Elizabeth Banks.                                                                             | Nomination              |
| MTV Movie Awards                                                                                          | Personnage préféré                                                                          | Jennifer Lawrence(Katniss)                                                                   | Nomination              |
| Prix CinEuphoriaCin (Euphoria Awards)                                                                     | Meilleur maquillage - Compétition internationale                                            | Linda D. Flowers et Ve Neill                                                                 | Nomination              |
| Prix de la bande-annonce d’or                                                                             | Prix de la bande-annonce d’or de la Meilleure bande-annonce de film d’action                | Lionsgate et Trailer Park                                                                    | Lauréat                 |
| Prix de la bande-annonce d’or                                                                             | Prix de la bande-annonce d’or de la Meilleure musique originale                             | Lionsgate et Carve Productions                                                               | Lauréat                 |
| Prix de la bande-annonce d’or                                                                             | Prix de la bande-annonce d’or de la Meilleure affiche de film d'action                      | Lionsgate et Ignition Creative                                                               | Lauréat                 |
| Prix de la bande-annonce d’or                                                                             | Prix de la bande-annonce d’or des Meilleurs Wildposts                                       | Lionsgate et Ignition Creative                                                               | Lauréat                 |
| Prix de la bande-annonce d’or                                                                             | Meilleure bande-annonce d’un film d’aventure fantastique                                    | Lionsgate et Carve Productions                                                               | Nomination              |
| Prix de la bande-annonce d’or                                                                             | Meilleur spot TV de film d'action                                                           | Lionsgate et Carve Productions                                                               | Nomination              |
| Prix de la bande-annonce d’or                                                                             | Meilleur spot télévisé de film fantastique / aventure                                       | Lionsgate et Carve Productions                                                               | Nomination              |
| Prix de la bande-annonce d’or                                                                             | Meilleur spot télévisé romantique                                                           | Lionsgate et Carve Productions                                                               | Nomination              |
| Prix de la bande-annonce d’or                                                                             | Meilleure affiche dramatique                                                                | Lionsgate et Ignition Creative                                                               | Nomination              |
| Prix de la bande-annonce d’or                                                                             | Meilleur Standee pour un long métrage                                                       | Lionsgate et Ignition Creative                                                               | Nomination              |
| Prix du choix des enfants                                                                                 | Prix Blimp du Film préféré                                                                  | Lionsgate et Color Force                                                                     | Lauréat                 |
| Prix du choix des enfants                                                                                 | Prix Blimp du Coup de pied féminin préféré                                                  | Jennifer Lawrence                                                                            | Lauréat                 |
| Prix du choix des enfants                                                                                 | Prix Blimp de l'Actrice de cinéma préférée                                                  | Jennifer Lawrence                                                                            | Lauréat                 |
| Prix du choix des enfants                                                                                 | Coup de pied féminin préféré                                                                | Jena Malone                                                                                  | Nomination              |
| Prix du Derby d'or                                                                                        | Meilleurs costumes                                                                          | Trish Summerville                                                                            | Nomination              |
| Prix du Derby d'or                                                                                        | Meilleure chanson originale                                                                 | Chris Martin, Guy Berryman, Jon Buckland et Will Champion (pour la chanson Atlas - Coldplay) | Nomination              |
| Prix du jeune public                                                                                      | Prix du jeune public du Meilleur film de science-fiction ou fantastique                     | Hunger Games : L'Embrasement                                                                 | Lauréat                 |
| Prix du jeune public                                                                                      | Prix du jeune public du Meilleur acteur dans un film de science-fiction ou fantastique      | Josh Hutcherson                                                                              | Lauréat                 |
| Prix du jeune public                                                                                      | Prix du jeune public de la Meilleure actrice dans un film de science-fiction ou fantastique | Jennifer Lawrence                                                                            | Lauréat                 |
| Prix du jeune public                                                                                      | Prix du jeune public du Meilleur méchant                                                    | Donald Sutherland                                                                            | Lauréat                 |
| Prix du jeune public                                                                                      | Meilleur acteur dans un film de science-fiction ou fantastique                              | Liam Hemsworth                                                                               | Nomination              |
| Prix du jeune public                                                                                      | Meilleur voleur de vedette                                                                  | Sam Claflin                                                                                  | Nomination              |
| Prix du jeune public                                                                                      | Meilleur baiser                                                                             | Jennifer Lawrence et Josh Hutcherson                                                         | Nomination              |
| Prix du public                                                                                            | Prix du public du Film de fin d'année préféré                                               | Hunger Games : L'Embrasement                                                                 | Lauréat                 |
| Prix Empire                                                                                               | Prix Empire du Meilleur thriller                                                            | Hunger Games : L'Embrasement                                                                 | Lauréat                 |
| Prix Empire                                                                                               | Meilleur film                                                                               | Hunger Games : L'Embrasement                                                                 | Nomination              |
| Prix Empire                                                                                               | Meilleur film fantastique ou de science-fiction                                             | Hunger Games : L'Embrasement                                                                 | Nomination              |
| Prix Empire                                                                                               | Meilleure actrice                                                                           | Jennifer Lawrence                                                                            | Nomination              |
| Prix Empire                                                                                               | Meilleur acteur dans un second rôle                                                         | Sam Claflin                                                                                  | Nomination              |
| Prix Grammy                                                                                               | Meilleure chanson écrite pour les médias visuels                                            | Chris Martin, Guy Berryman, Jon Buckland et Will Champion (pour la chanson Atlas - Coldplay) | Nomination              |
| Prix Hugo                                                                                                 | Meilleure présentation dramatique (format long)                                             | Simon Beaufoy, Michael Arndt et Francis Lawrence                                             | Nomination              |
| Prix internationaux du cinéma en ligne (INOCA) (International Online Cinema Awards (INOCA))               | Meilleure conception de costumes                                                            | Trish Summerville (4e place)                                                                 | Nomination              |
| Prix internationaux du cinéma en ligne (INOCA) (International Online Cinema Awards (INOCA))               | Meilleur maquillage et coiffure                                                             | (3e place)                                                                                   | Nomination              |
| Prix nationaux du cinéma russe (Russian National Movie Awards)                                            | Meilleur film d'action étranger de l'année                                                  | Hunger Games : L'Embrasement                                                                 | Nomination              |
| Prix nationaux du cinéma russe (Russian National Movie Awards)                                            | Meilleur drame étranger de l'année                                                          | Hunger Games : L'Embrasement                                                                 | Nomination              |
| Prix nationaux du cinéma russe (Russian National Movie Awards)                                            | Meilleur duo étranger de l'année                                                            | Jennifer Lawrence et Josh Hutcherson                                                         | Nomination              |
| Prix nationaux du cinéma russe (Russian National Movie Awards)                                            | Meilleur héros étranger de l'année                                                          | Jennifer Lawrence                                                                            | Nomination              |
| Prix Rembrandt                                                                                            | Prix Rembrandt de la Meilleure actrice international                                        | Jennifer Lawrence                                                                            | Lauréat                 |
| Prix Rembrandt                                                                                            | Prix Rembrandt du Meilleur film international                                               | Francis Lawrence                                                                             | Lauréat                 |
| Récompenses du jeune public d'Hollywood                                                                   | Meilleur trio                                                                               | Jennifer Lawrence, Liam Hemsworth et Josh Hutcherson                                         | Nomination              |
| Récompenses du jeune public d'Hollywood                                                                   | Meilleure alchimie entre acteurs au cinéma                                                  | -                                                                                            | Nomination              |
| Récompenses du jeune public d'Hollywood                                                                   | Meilleur film                                                                               | Hunger Games : L'Embrasement                                                                 | Nomination              |
| Société des critiques de cinéma de Denver                                                                 | Meilleure chanson originale                                                                 | Chris Martin, Guy Berryman, Jon Buckland et Will Champion (pour la chanson Atlas - Coldplay) | Nomination              |

## Analyse

### Différences avec le roman
- Hormis la rousse muette et Madge déjà absentes du premier film, Leevy[24], Darius[25] ainsi que Hazelle (la mère de Gale)[26] ne figurent pas non plus dans le scénario.
- Les préparateurs de Katniss sont trois dans le roman : Flavius, Octavia et Venia[27] mais cette dernière est éclipsée du film.
- Dans le roman, Gale est présenté comme le cousin de Katniss pour donner le change[28]. Aussi, il sera fouetté pour braconnage[29] et non pour avoir plaqué Thread au sol comme on le voit dans le film.
- Dans le film, c'est Effie qui élabore les discours de la tournée ; dans le roman, les tributs vainqueurs doivent faire un discours de convenance rédigé par le Capitole et rajouter quelques phrases personnelles pour les Alliés morts dans l'arène[30].
- Lors de la soirée au Capitole, Plutarch Heavensbee fait comprendre à Katniss qu'il est de son côté par quelque mots ; dans le roman, il lui mentionne une heure et lui montre l'image d'un geai moqueur flanquée sur sa montre en or[31].
- Dans le train qui la ramène chez elle, Katniss aperçoit sur un écran des émeutes dans le district 8. Dans le roman, elle verra ces images à la mairie[32].
- Dans le roman, Katniss rencontre Twill et Bonnie, deux jeunes femmes qui fuient le district 8 pour le 13[33]. Cette rencontre n'a pas lieu dans le film ; l'existence du district 13 ne sera montrée qu'à la fin.
- Dans une scène coupée au montage, on peut voir Plutarch remplacer la 3e édition d'expiation par une autre ; dans le livre, Katniss suppose qu'il est improbable que cette édition, imaginée 75 ans plus tôt, ne soit l'originale[34].
- Dans le livre, Finnick commente la robe de Katniss pour l'interview - Cashmere en profite pour ajouter son grain de sel, et Johanna intervient peu après[35]. Dans le film, il n’y a que Johanna qui exprime son avis.
- Au cours de la séance devant les juges, Katniss voit le portrait de Rue peint par Peeta ; dans le roman, Katniss ne saura ce qu'a fait Peeta qu'après la séance[36].
- Dans le film, le brouillard chimique ne fait que brûler ; dans le roman, il s'attaque également au système nerveux[37].
- Dans le film, lorsqu’elle est de retour à l'arbre à foudre, Katniss appelle Peeta sans réponse, contrairement au livre dans lequel il se trouve à portée de voix[38]. Quand Finnick apparait à son tour, il est seul ; dans le roman, Enobaria l'accompagne[39].